# Пирсти (озеро)
Пи́рсти, або Пирсте, або Пуустус'ярв, (ест. Põrstõ järv, Põrste järv, Puustusjärv) — природне озеро в Естонії, у волостях Міссо та Вастселійна повіту Вирумаа.

## Розташування
Озеро Пирсти належить до Мустйиґіського суббасейну (басейн річки  Гауя).
Водойма лежить на північ від села Пирсти.

## Опис
Пирсти — евтрофне озеро з м'якою водою світлого кольору (тип 5 згідно з ВРД). За лімнологічною типологією, прийнятою в Естонії, озеро напівдистрофне.
Загальна площа озера становить 8,9 га. Довжина — 580 м, ширина — 220 м. Довжина берегової лінії — 1 532 м.